# Sommarnäs församling
Sommarnäs församling (finska: Somerniemen seurakunta) var en självständig luthersk församling i Sommarnäs i det finländska landskapet Egentliga Finland. Församlingen blev en moderförsamling år 1917 och sammanlades med Somero församling år 1977. Sommarnäs församlings huvudkyrka var Sommarnäs kyrka, byggt 1813.

## Historia
Sommarnäs församling grundades som en kapellförsamling under Somero år 1682, samma år då den första kyrkan färdigställdes i Sommarnäs. Kapellförsamlingen fick sin första egna präst år 1695. Beslutet att grunda en självständig Sommarnäs församling fattades år 1901, men det blev inte verkställt förrän år 1917. Efter kommunsammanslagningen mellan Sommarnäs och Somero år 1977 grundades Somero-Sommarnäs kyrkliga samfällighet. Sommarnäs församling hade sin egen präst, kantor och diakonarbetare mellan 1977 och 1993. Församlingens egen pastorsexpedition fanns på Sommarnäs prästgård.

Sommarnäs läge i Finland.

År 1992 flyttades Sommarnäs pastorsexpedition till Somero, och år 1994 blev båda församlingarnas medarbetare gemensamma mellan de två församlingarna. Sommarnäs prästgård såldes 2002. I februari 2006 beslöt Kyrkostyrelsen att slå samman församlingarna och avveckla den kyrkliga samfälligheten från och med den 1 januari 2007. Sommarnäs församlings verksamhet som en självständig församling upphörde, men fortsätter som en kapellförsamling.

### Kyrkoarkivet
Sommarnäs prästgård och nästa hela kyrkoarkiv brann upp den 28 augusti 1989, bland annat längder över födda 1814-1870, längder över vigda 1822-1856, längder över döda 1814-1892 samt med kommunionböcker  1871-1821, 1829-1838 och 1855-1890 brann. En del av arkivet räddades genom prästgårdens fönster och en del av arkivet förvarades i kyrkan.
Arkivdelegationens redogörelse i deras rapport från 1899, sidorna 4-5, om det mottagna svaret angående pastoratets öde lydde: "Efter det Delegationen på våren 1898 föranstaltade sin enquête angående kyrkoarkivens tillstånd, har Sommarnäs kyrkoarkiv i forna Åbo, numera Borgå stift till större delen uppbrunnit. Kort förut hade från denna församling på Delegationens framställda fråga om den äldre delen av arkivet kunde öfverföras till annan ort, svarats med ett obestämdt 'kuka tietää' (vem vet)."